# Vjačeslav Buravčikov
Vjačeslav Vladimirovič Buravčikov (rusky Вячеслав Владимирович Буравчиков; * 22. května 1987, Moskva, Sovětský svaz) je ruský hokejový obránce. V roce 2013 kvůli problémům se srdcem přerušil aktivní kariéru. Naposledy hrál za tým HC CSKA Moskva v KHL.
S týmem Ak Bars Kazaň dvakrát získal Gagarinův pohár.